# Avengers: Infinity War (Original Motion Picture Soundtrack)
Avengers: Infinity War (Original Motion Picture Soundtrack) è un album in studio del compositore statunitense Alan Silvestri, pubblicato in download digitale il 27 aprile 2018, in CD il 18 maggio 2018 e in LP il 31 agosto 2018. L'album contiene la colonna sonora del film del 2018 Avengers: Infinity War, prodotto dai Marvel Studios.

## Descrizione
Nel giugno 2016, venne reso noto che Alan Silvestri, che aveva già lavorato alla colonna sonora di The Avengers (2012), sarebbe ritornato per scrivere le musiche sia di Infinity War che del suo seguito, Avengers: Endgame (2019). Nonostante Silvestri abbia ripreso il tema principale introdotto nel primo film degli Avengers, il compositore ha dichiarato che vi erano state inizialmente alcune discussioni per incorporare nella colonna sonora i temi musicali di ciascun personaggio, «ma tutti fummo abbastanza d'accordo sul fatto che anche solo provarci sarebbe stata solo una distrazione». Silvestri iniziò a registrare la colonna sonora del film nel gennaio 2018, per poi concludere i lavori a fine marzo.
Silvestri ha dichiarato che lavorare a Infinity War «è stata un'esperienza totalmente diversa da tutto ciò che avevo fatto finora, specialmente nell'aver dovuto affrontare e bilanciare dei rapidi cambi di tonalità». Il compositore ha evidenziato che «Thanos non ha avuto semplicemente il suo tema musicale; ha ricevuto una propria sensibilità», e che i "figli di Thanos" sono legati musicalmente al titano stesso. Silvestri ha preferito non scrivere un tema musicale per ciascuna Gemma dell'Infinito, come aveva fatto in Captain America - Il primo Vendicatore per il Tesseract, dichiarando che «la musica per le Gemme dell'Infinito in realtà si basa sulle reazioni di Thanos. Ogni volta che ne otteneva una, quel momento era sempre significativo e spesso emozionante». La colonna sonora del film è composta unicamente da brani orchestrali. All'interno del film è stato utilizzato anche il tema principale di Black Panther, composto da Ludwig Göransson., cosa in cui Göransson stesso sperava dal momento che non era stato coinvolto nella composizione delle musiche per il film.
Il film include anche il brano The Rubberband Man dei The Spinners, presente durante la comparsa in scena dei Guardiani della Galassia e che è stato scelto appositamente dal produttore esecutivo della pellicola, James Gunn, il quale aveva diretto entrambi i film sui Guardiani. In riferimento a quella scena, Gunn ha dichiarato che, in alternativa a The Rubberband Man, erano state prese in considerazione anche Draw the Line degli Aerosmith, Train in Vain dei The Clash e Caught in a Dream degli Alice Cooper. In un'altra scena in cui comparivano i Guardiani è stato utilizzato il brano New York Groove di Ace Frehley, ma tale scena è stata poi tagliata dalla versione definitiva del film distribuita al cinema. Il 27 aprile 2018, Hollywood Records e Marvel Music hanno pubblicato l'album della colonna sonora in formato digitale, per poi distribuirlo in formato fisico il 18 maggio; l'album è stato pubblicato anche in un'edizione deluxe che contiene delle tracce inedite e delle versioni estese di alcuni brani.

## Tracce
Avengers: Infinity War (Original Motion Picture Soundtrack)
Musiche di Alan Silvestri.
1. The Avengers – 0:25
2. Travel Delays – 2:43
3. Undying Fidelity – 5:05
4. He Won’t Come Out – 2:31
5. We Both Made Promises – 2:22
6. Help Arrives – 4:21
7. Hand Means Stop – 2:37
8. You Go Right – 4:26
9. Family Affairs – 3:51
10. What More Could I Lose? – 3:36
11. A Small Price – 3:17
12. Even for You – 2:14
13. More Power – 4:07
14. Charge! – 3:28
15. Forge – 4:22
16. Catch – 6:04
17. Haircut and Beard – 3:02
18. A Lot to Figure Out – 2:01
19. The End Game – 2:17
20. I Feel You – 2:48
21. What Did It Cost? – 2:25
22. Porch – 0:59
23. Infinity War – 2:35

Durata totale: 71:36
Avengers: Infinity War (Original Motion Picture Soundtrack–Extended Deluxe Edition)
Musiche di Alan Silvestri.
1. The Avengers – 0:25
2. Travel Delays (versione estesa) – 4:45
3. Undying Fidelity – 5:05
4. No More Surprises – 4:04
5. He Won’t Come Out (versione estesa) – 3:39
6. Field Trip – 3:36
7. Wake Him Up – 4:04
8. We Both Made Promises (versione estesa) – 4:27
9. Help Arrives (versione estesa) – 5:38
10. Hand Means Stop / You Go Right (versione estesa) – 7:18
11. One Way Ticket – 3:27
12. Family Affairs (versione estesa) – 5:37
13. What More Could I Lose? (versione estesa) – 5:07
14. A Small Price – 3:17
15. Even for You – 2:15
16. Morning After – 2:08
17. Is He Always Like This? – 3:23
18. More Power – 4:07
19. Charge! – 3:28
20. Forge – 4:22
21. Catch – 6:04
22. Haircut and Beard (versione estesa) – 3:51
23. A Lot to Figure Out (versione estesa) – 3:08
24. The End Game (versione estesa) – 2:34
25. Get That Arm / I Feel You (versione estesa) – 4:45
26. What Did It Cost? (versione estesa) – 3:35
27. Porch – 0:59
28. Infinity War – 2:35
29. Old Tech – 1:06
30. End Credits – 7:31

Durata totale: 116:20

## Classifiche
| Classifica (2018)           | Posizione massima |
| --------------------------- | ----------------- |
| Italia (FIMI)               | 28                |
| Nuova Zelanda (RIANZ)       | 9                 |
| Scozia (OCC)                | 73                |
| Stati Uniti (Billboard 200) | 92                |